# Шаламе, Тимоти
Ти́моти Хэл Шаламе (англ. Timothée Hal Chalamet [ˈtɪməθi ˈʃæləmeɪ], род. 27 декабря 1995, Нью-Йорк, Нью-Йорк, США) — франко-американский актёр и кинопродюсер. Лауреат многих премий. Имеет две номинации на «Оскар», четыре — на «Золотой глобус» и четыре — на BAFTA.
Карьеру Шаламе начал ещё подростком на телевидении. В 2012 году появился в драматическом сериале «Родина». Актёр дебютировал в кино в 2014 году в комедийной драме «Мужчины, женщины и дети», а позже сыграл в научно-фантастическом фильме Кристофера Нолана «Интерстеллар». Широкую известность Шаламе принесла роль влюблённого подростка в драме о взрослении Луки Гуаданьино «Назови меня своим именем». За роль он получил номинацию на «Оскар» за лучшую мужскую роль.
Шаламе сыграл второстепенные роли в фильмах Греты Гервиг «Леди Бёрд» и «Маленькие женщины». Позже он сыграл наркомана Ника Шеффа в байопике «Красивый мальчик» и молодого каннибала в романтическом хорроре Гуаданьино «Целиком и полностью», который он также спродюсировал. Далее Шаламе начал сниматься в высокобюджетных блокбастерах. Он сыграл Пола Атрейдеса в научно-фантастическом фильме Дени Вильнёва «Дюна» и сиквеле «Дюна: Часть вторая», а также Вилли Вонку в музыкальном фэнтези Пола Кинга «Вонка». Позже Шаламе сыграл Боба Дилана в биографической драме «Боб Дилан: Никому не известный», которую он также спродюсировал.
В 2016 году Шаламе сыграл главную роль в автобиографической пьесе Джона Патрика Шэнли «Блудный сын». За роль он получил премию Люсиль Лортель и номинацию на премию Лиги Драмы. Вне актёрской деятельности Шаламе признан секс-символом и иконой стиля.

## Биография

### 1995—2005: Ранние годы и образование
Тимоти Шаламе родился в Адской кухне на Манхэттене, в семье танцовщицы Николь Флендер и переводчика Марка Шаламе. Его отец — француз, который родился в Ниме в семье французского пастора Роже Жака Шаламе и англофонной канадки Элизабет Эшворт. Его мать — ашкеназская еврейка, её предки были выходцами из Беларуси (Минск) и Австро-Венгрии (Краков, Лапанов, Тарнов). Его старшая сестра — актриса Полин Шаламе. Его дядя — актёр и режиссёр Родман Флендер; его тётя — телевизионный продюсер и сценарист Эми Липпман; а его дедушкой был писатель и сценарист Гарольд Флендер (1924—1975).

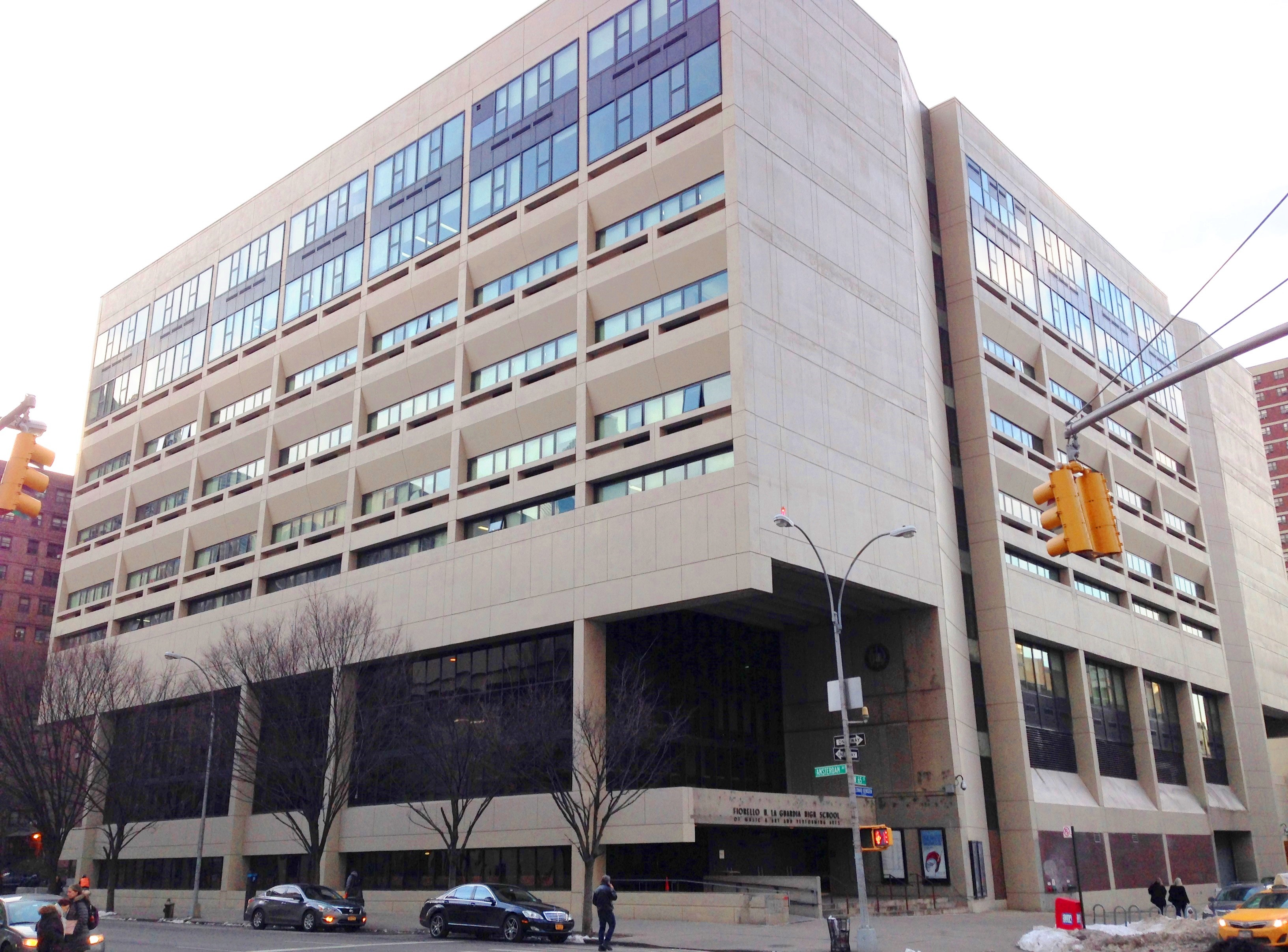
Шаламе посещал Высшую школу музыки и исполнительных искусств Фьорелло Ла Гуардии в Нью-Йорке

В подростковом возрасте Шаламе часто проводил лето в Шамбон-сюр-Линьон в двух часах езды от Лиона, в доме бабушки и дедушки по отцовской линии. В одном из интервью актёр рассказал, что пребывание во Франции заставило его задуматься о своей межкультурной идентичности. «Когда я был там, я стал французской версией себя», — поведал он La Presse. «Я полностью проникался культурой, и мне даже снились сны на французском». Мечтой будущего актёра на тот момент было стать профессиональным футболистом.
Шаламе учился в Высшей школе музыки и исполнительных искусств Фьорелло Ла Гуардии в Нью-Йорке (его одноклассником был Энсел Эльгорт). Затем в течение года Шаламе изучал культурную антропологию в Колумбийском университете, а после перевёлся в Школу индивидуального обучения им. Галлатина при Нью-Йоркском университете, чтобы свободнее заниматься актёрской карьерой. Шаламе был вдохновлён актёрской профессией, увидев яркую игру Хита Леджера в фильме «Тёмный рыцарь».

### 2006—2016: Первые роли
Будучи ребёнком, Шаламе появлялся в нескольких рекламных роликах, а также сыграл в двух короткометражках до того, как состоялся его телевизионный дебют в сериале «Закон и порядок». В том же году он снялся в телефильме «Любящая Лия». В 2011-м Шаламе дебютировал на театральной сцене во внебродвейской подростковой комедийной постановке «Высоты» (англ. The Talls) в роли 12-летнего подростка, открывшего для себя тему секса. В 2012 году выходят два сериала при участии актёра: «Дорогой доктор» и «Родина». Роль Финна Уолдена в последнем принесла Тимоти первую известность и номинацию на награду Американской Гильдии киноактёров в категории «Лучший актёрский ансамбль в драматическом сериале».

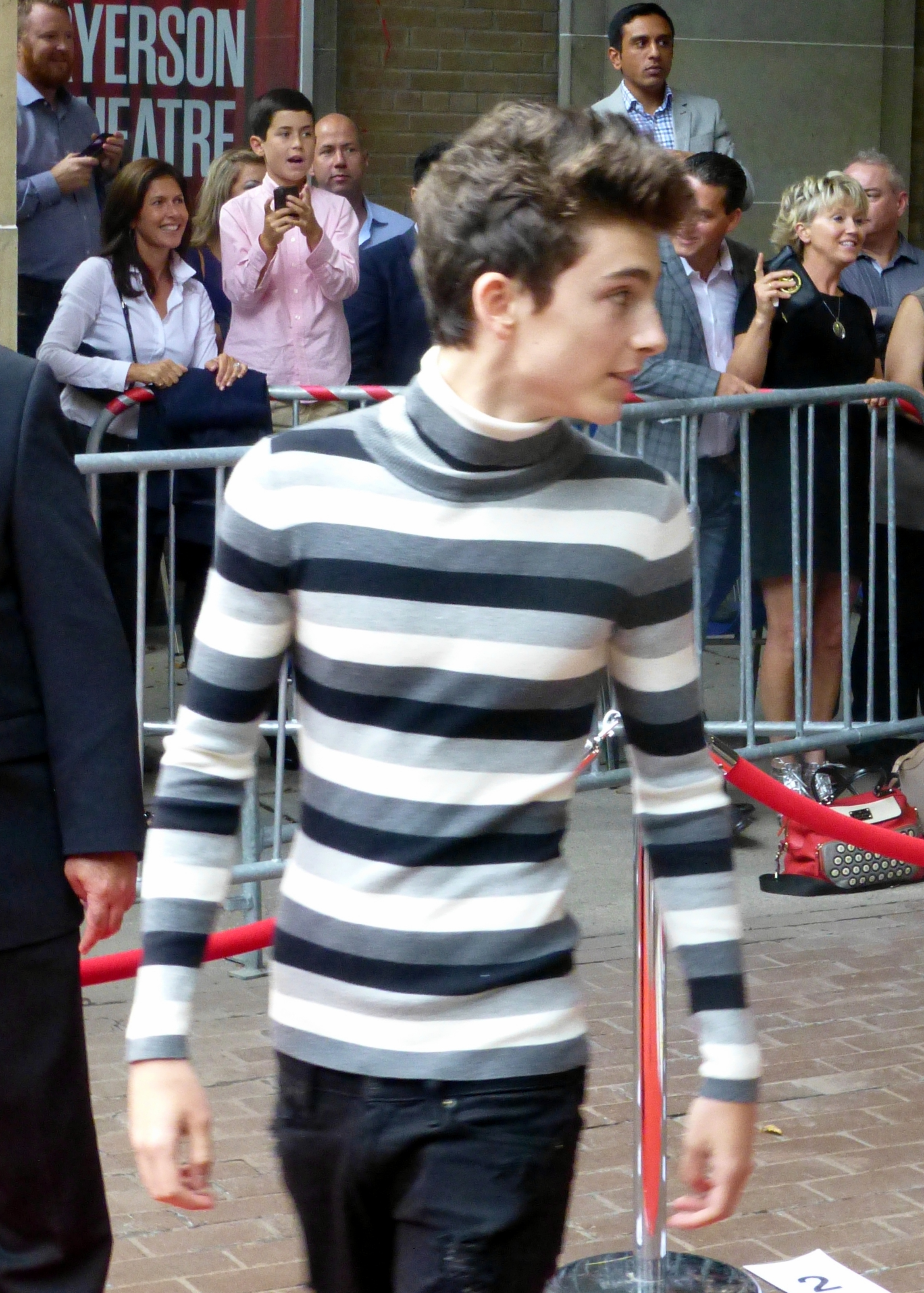
Шаламе на Международном кинофестивале в Торонто в 2014 году

В 2014 году Шаламе дебютировал в кино эпизодической ролью в комедийной драме Джейсона Райтмана «Мужчины, женщины и дети». Также Шаламе сыграл Тома Купера, сына персонажа Мэттью Макконахи, в фильме Кристофера Нолана «Интерстеллар». Фильм получил благоприятные отзывы критиков и собрал в прокате свыше 700 миллионов долларов. Спустя десять лет Шаламе признал «Интерстеллар» своим любимым фильмом, в котором он когда-либо снимался. Однако актёр заявил, что в те времена он был разочарован, так как фильм не способствовал развитию его карьеры, как он предполагал. Позже Шаламе сыграл второстепенную роль в комедии «Худшие друзья», которая вышла в ограниченном прокате и получила благоприятные отзывы. В 2015 году Шаламе снялся в фантастическом триллере Эндрю Дроз Палермо «Один и два», премьера которого состоялась на Берлинском кинофестивале. Лента вызвала смешанные отзывы критиков и вышел в ограниченный прокат. Позже он сыграл подростковую версию персонажа Джеймса Франко, Стивена Эллиота, в фильме Памелы Романовски «Аддеролловые дневники». Последней ролью Шаламе в 2015 году стал Чарли Купер, угрюмый внук персонажей Дайан Китон и Джона Гудмена в рождественской комедии «Любите Куперов», получившей негативные отзывы.
В 2016 году Шаламе сыграл Джима Куинна в автобиографической пьесе «Блудный сын» в Манхэттенском театральном клубе. На роль Шаламе утвердили драматург и режиссёр Джон Патрик Шэнли и продюсер Скотт Рудин. Шаламе сыграл молодого Шэнли, непутёвого паренька из Бронкса, ученика престижной подготовительной школы Нью-Гэмпшира. Действие пьесы происходит в 1963 году. Игра Шаламе была положительно оценена критиками и принесла актёру премию Люсиль Лортел за лучшую мужскую роль в пьесе и номинацию на премию Лиги Драмы за выдающееся исполнение. Также Шаламе сыграл в фильме Джулии Харт «Мисс Стивенс» проблемного студента Билли Митмана. Стивен Фарбер из The Hollywood Reporter назвал игру Шаламе поразительной, а речь его героя из «Смерти коммивояжёра» — одной из лучших, которые он когда-либо слышал. Стивен Холден из The New York Times сравнил Шаламе с Джеймсом Дином.

### 2017—2020: Прорыв и рост популярности
Шаламе сыграл в фильме Луки Гуаданьино «Назови меня своим именем», основанном на романе Андре Асимана. Действие происходит в Италии 1980-х годов. Подросток Элио Перлман влюбляется в студента Оливера (Арми Хаммер), приехавшего погостить к своей семье. Готовясь к роли, Шаламе выучил итальянский язык и научился играть на фортепиано и гитаре. Премьера фильма «Назови меня своим именем» в 2017 году состоялась на кинофестивале «Сандэнс» и получила признание критиков. Они особо отметили игру Шаламе. «Игра каждого актёра великолепна. Шаламе заставляет остальных выглядеть так, как будто они играют. Только благодаря ему фильм достоин просмотра», — писала Олли Ричардс из Empire. Джон Фрош из The Hollywood Reporter включил Шаламе в список лучших актёрских игр 2017 года. Также в свои списки актёра включили журналы Time и The New York Times. Актёр выиграл независимую премию «Готэм» в номинации «Актёрский прорыв» и премию «Независимый дух» за лучшую мужскую роль. Также Шаламе номинировали на «Выбор критиков», «Золотой глобус», премию Гильдии киноактёров США, BAFTA и «Оскар» за лучшая мужская роль. Он стал третьим самым юным номинантом (22 года) на «Оскар» за лучшую мужскую роль, а также юным с 1939 года после 19-летнего Микки Руни, сыгравшего в фильме «Дети в доспехах».

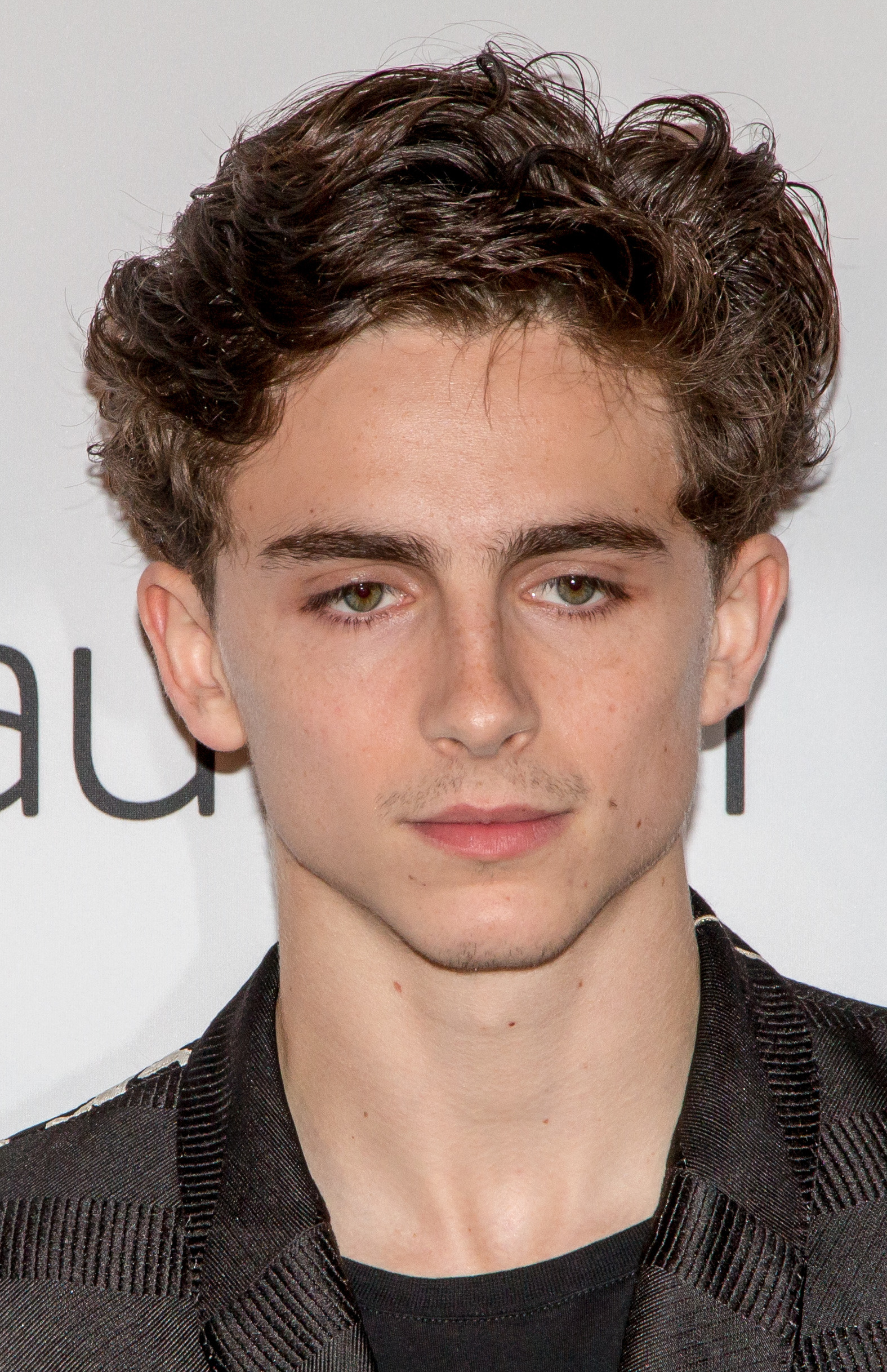
Шаламе на Кинофестивале в Торонто в 2018 году

Второй ролью Шаламе в 2017 году стала роль втянутого в наркобизнес подростка Дэниела в режиссёрском дебюте Элайджи Байнума «Жаркие летние ночи». Картина вышла в ограниченный прокат в 2018 году и вызвала неоднозначные отзывы критиков. В этом же году он сыграл Кайла Шейбла, богатого хипстера из группе и любовника героини Сирши Ронан, в режиссёрском дебюте Греты Гервиг «Леди Бёрд». Критики хвалили актёрский состав. Тай Берр из The Boston Globe особо отметил весёлую игру Шаламе. Последним фильмом с участием актёра в 2017 году стал вестерн Скотта Купера «Недруги». Шаламе сыграл юного солдата по имени Филипп Дежарден. В 2018 году Шаламе стал членом Академии кинематографических искусств и наук. Позже актёр сыграл подростка-наркомана Ника Шеффа, у которого напряжённые отношения со своим отцом, журналистом Дэвидом Шеффом в исполнении Стива Карелла, в драме Феликса Ван Грунингена «Красивый мальчик», экранизации двух мемуаров — одноимённых мемуаров Дэвида и «Tweak: Growing Up on Methamphetamines» Ника. Кинокритик журнала Variety Оуэн Глейберман сравнение игру Шаламе с игрой в «Назови меня своим именем». Актёра номинировали на «Золотой глобус», премию Гильдии киноактеров США и BAFTA за лучшую мужскую роль второго плана.
В 2019 году Шаламе снялся в романтической комедии Вуди Аллена «Дождливый день в Нью-Йорке». Движение Me Too вызвало волну обвинений в сексуальном насилии, выдвинутых против Аллена в 1992 году. Шаламе не смог ответить на вопросы по поводу сотрудничества с Алленом из-за своих контрактных обязательств. Издание Huffington Post получило копию контракта актёра, который на самом деле не мешал ему высказаться. Свой гонорар Шаламе пожертвовал благотворительным организациям Time’s Up, ЛГБТ-центр Нью-Йорка и RAINN и отказался продвигать фильм. Аллен утверждал в своих мемуарах «Кстати ни о чём», что Шаламе сказал сестре Аллена Летти Аронсон, что он осудил его только в попытке повысить свои шансы на получение «Оскара» за «Назови меня своим именем».
Позже Шаламе сыграл Генриха V, принца, который в молодости становится королём Англии, в исторической драме Дэвида Мишо «Король Англии» от Netflix, основанной на нескольких пьесах из «Генриады» Шекспира. Третьем фильмом в 2019 году с участием Шаламе стала экранизация романа Луизы Мэй Олкотт «Маленькие женщины», в которой он сыграл юношу Теодора «Лори» Лоуренса. Фильм стал второй совместной работой Шаламе, Греты Гервиг и Сирши Ронан. Лента получил признание критиков. В 2020 году Шаламе стал ведущим одного из выпусков ночного скетч-шоу от NBC «Saturday Night Live».

### С 2021 года: Состоявшийся актёр
В 2021 году Шаламе сыграл студента-революционера в комедийной драме Уэса Андерсона «Французский вестник». Премьера картины состоялась на Каннском кинофестивале, где вызвала благоприятные отзывы. Андерсон написал роль специально для Шаламе. Шаламе сыграл главную роль Пола Атрейдеса в экранизации научно-фантастического романа «Дюна» режиссёра Дени Вильнёва, премьера которой состоялась на 78-м Венецианском кинофестивале. Шаламе был единственным выбором Вильнёва на роль: «Я хотел заставить зрителей поверить в то, что этот юноша сможет повести за собой целую планету». Льюис Найт из Daily Mirror писал, что актёр завершил своё восхождение к статусу главного актёра Голливуда. «Дюна» собрала в прокате свыше 400 миллионов долларов и стала одной из кассовых фильмов 2021 года. Роль в комедии Адама Маккея «Не смотрите наверх» от Netflix стала последней для Шаламе в 2021 году. Критики неоднозначно встретили фильм. Актёрский состав фильма номинировали на премию Гильдии киноактёров США.

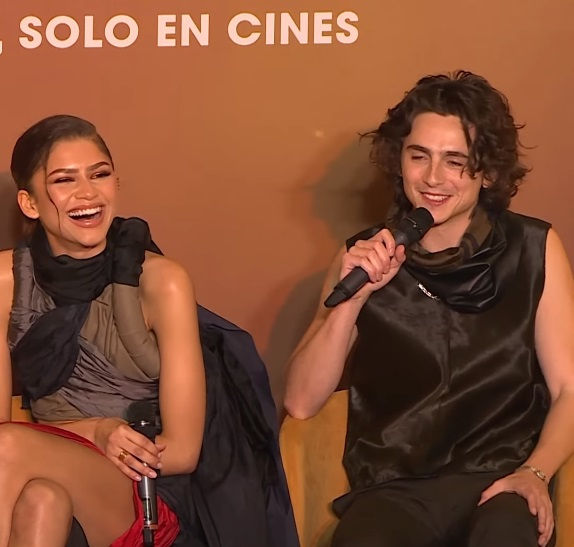
Зендея и Шаламе во время продвижения фильма «Дюна: Часть вторая» в 2024 году

Шаламе воссоединился с Гуаданьино в роуд-муви «Целиком и полностью», в котором он сыграл вместе с Тейлор Расселл бродяг-каннибалов. Шаламе впервые выступил в качестве продюсера картины. Премьера фильма «Целиком и полностью» состоялась на 79-м Венецианском кинофестивале. Лейла Латиф из IndieWire похвалила химию между Шаламе и Расселл. Джон Фрош из The Hollywood Reporter отметил: «Шаламе напомнил нам, почему он лучший актёр своего поколения». Также в 2022 году Шаламе озвучил взрослый анимационный мюзикл Netflix «Энтергалактик».
В 2023 году Шаламе во второй раз стал ведущим «Saturday Night Live». Далее он сыграл Вилли Вонку в мюзикле Пола Кинга «Вонка». Гонорар Шаламе за фильм составил 9 миллионов долларов. Шаламе был единственным выбором Кинга на роль. Режиссёр взял его без прослушивания. Кинг посмотрел на YouTube его школьные выступления и обратил внимание на его вокальные и танцевальные навыки. Для саундтрека к фильму Шаламе исполнил семь песен. За роль актёр получил номинацию на «Золотой глобус» за лучшую мужскую роль. «Вонка» собрал в прокате свыше 632 миллионов долларов и вошёл в десятку кассовых фильмов 2023 года.
В 2024 году Шаламе вновь сыграл Пола Атрейдеса в сиквеле «Дюны» под названием «Дюна: Часть вторая». Журнал Variety писал, что кассовых успех фильмов «Вонка» и «Дюна: Часть вторая» сделал Шаламе звездой первой величины. Позже актёр подписал контракт с Warner Bros. на участие в съёмках и продюсировании новых фильмов. «Дюна: Часть вторая» собрала свыше 711 миллионов долларов и стала самым кассовым фильмом в карьере Шаламе. Также в 2024 году Шаламе спродюсировал предстоящий байопик Джеймса Мэнголда «Боб Дилан: Никому не известный», в котором сыграл Боба Дилана. Съёмки прошли в том же году. Шаламе четыре года готовился к роли. Сам Дилан похвалил выбор Шаламе на роль. Чтобы полностью погрузиться в роль, Шаламе держался отчуждённо на съёмочной площадке. В вызывном листе актёр был записан как «Боб Дилан», хотя сам Шаламе не считал это актёрским методом. В фильме Шаламе вживую исполнил 40 песен Дилана на гитаре и губной гармошке. Актёра номинировали на «Оскар», BAFTA, «Золотой глобус» и премию Гильдии киноактёров США за лучшую мужскую роль.
В 2025 году Шаламе в третий раз появился в Saturday Night Live одновременно в качестве ведущего и музыкального гостя. Актёр примет участие в документальном фильме-концерте Ханса Циммера «Ханс Циммер и друзья: Алмаз в пустыне». Следующим проектом с участием Шаламе должна стать спортивная драма Джошуа Сефди «Марти Суприм». В ней актёр сыграет персонажа, вдохновлённого профессиональным игроком в пинг-понг Марти Райсманом. Также Шаламе выступил продюсером картины.
В мае 2025 года Шаламе получил премию за жизненные достижения на 70-й итальянской кинопремии David di Donatello Awards в Риме.

## Публичный имидж
Многие интернет СМИ не раз признавали Тимоти Шаламе одним из самых талантливых актёров своего поколения. В своей рецензии на картину «Красивый мальчик», критик издательства Los Angeles Times Кеннет Туран написал, что «Шаламе, вероятно, главный мужчина актёр своего поколения». В 2018 году журнал Forbes поставил Тимоти Шаламе на двадцать четвёртое место в списке тридцати самых многообещающих юных голливудских актёров до 30 лет.
Тимоти Шаламе часто описывают как новую икону стиля — «сочетание незаурядного, взрослого таланта и миловидной, юношеской и андрогинной внешности Тимоти и его точеные, „женственные“ черты лица вместе с острыми скулами и линией подбородка» уже успели стать «визитной карточкой» актёра. В 2019 году издание Vogue признало актёра самой влиятельной персоной в мире моды, подчёркивая, что «Тимоти продолжает стирать границы между маскулинностью и женственностью», а также добавляя, что «стильные образы Шаламе особенно впечатляют, когда вспоминаешь, что актёр не пользуется услугами стилистов и одевается сам». В 2020 году мужской журнал GQ назвал Шаламе «самым стильным мужчиной в мире». Шаламе вместе с певицей Билли Айлиш, профессиональной теннисисткой Наоми Осака и и поэтессой Амандой Горман стал одним из ведущих бала Института костюма Met Gala осенью 2021 года. В октябре 2021 года журнал «Time» назвал Шаламе одним из «лидеров будущего поколения».

## Личная жизнь
Шаламе живёт попеременно в Нью-Йорке и Калифорнии. Несмотря на внимание прессы, он редко делится подробностями своих любовных отношений. С апреля 2023 года Шаламе состоит в отношениях с американской светской львицей Кайли Дженнер.
Шаламе — страстный спортивный фанат. В детстве он мечтал стать профессиональным футболистом. Он всю жизнь болел за баскетбольную команду «Нью-Йорк Никс» и французскую футбольную команду «Сент-Этьен». В 15 лет Шаламе вёл канал на YouTube под названием «ModdedController360», на котором он показывал контроллеры Xbox 360, настроенные им самим. Он увлекается хип-хоп-музыкой и считает рэпера Кида Кади своим основным вдохновением в карьере вместе с актёрами Леонардо Ди Каприо и Хоакином Фениксом.
В 2025 году Кайли Дженнер и Тимоти Шаламе впервые вышли вместе на красную дорожку 70-й итальянской кинопремии David di Donatello Awards в Риме.

## Актёрские работы

### Театр
| Год  | Название    | Оригинальное название | Роль          | Место проведения            |
| ---- | ----------- | --------------------- | ------------- | --------------------------- |
| 2011 | Высоты      | The Talls             | Николас Кларк | McGinn/Cazale Theatre       |
| 2016 | Блудный сын | Prodigal Son          | Джим Куинн    | Театральный клуб Манхэттена |

### Кино и телевидение
| Год       |     | Русское название               | Оригинальное название       | Роль                                  |
| --------- | --- | ------------------------------ | --------------------------- | ------------------------------------- |
| 2008      | кор | Клоун                          | Clown                       | Клоун                                 |
| 2008      | кор | Сладкоежка                     | Sweet Tooth                 | Сэмю                                  |
| 2009      | тф  | Любящая Лея                    | Loving Leah                 | Джейк Левер в молодости               |
| 2009      | с   | Закон и порядок                | Law & Order                 | Эрик Фоули                            |
| 2012      | с   | Дорогой доктор                 | Royal Pains                 | Люк                                   |
| 2012      | с   | Родина                         | Homeland                    | Финн Уолден                           |
| 2013      | тф  | Конный полицейский             | Trooper                     | Ли Флэкстон                           |
| 2014      | кор | Спиннеры                       | Spinners                    | Джейс                                 |
| 2014      | ф   | Худшие друзья                  | Worst Friends               | Сэм в молодости                       |
| 2014      | ф   | Мужчины, женщины и дети        | Men, Women & Children       | Дэнни Вэнс                            |
| 2014      | ф   | Интерстеллар                   | Interstellar                | Том                                   |
| 2015      | ф   | Любите Куперов                 | Love the Coopers            | Чарли                                 |
| 2015      | ф   | Аддеролловые дневники          | The Adderall Diaries        | Стивен Элиотт в подростковом возрасте |
| 2015      | ф   | Один и два                     | One & Two                   | Зак                                   |
| 2016      | ф   | Мисс Стивенс                   | Miss Stevens                | Билли Уитман                          |
| 2017      | ф   | Недруги                        | Hostiles                    | Филипп де Жардан                      |
| 2017      | ф   | Жаркие летние ночи             | Hot Summer Nights           | Дэниел                                |
| 2017      | ф   | Леди Бёрд                      | Lady Bird                   | Кайл Шейбле                           |
| 2017      | ф   | Назови меня своим именем       | Call Me by Your Name        | Элио Перлман                          |
| 2018      | ф   | Красивый мальчик               | Beautiful Boy               | Ник Шефф                              |
| 2019      | ф   | Дождливый день в Нью-Йорке     | A Rainy Day in New York     | Гэтсби Уэллс                          |
| 2019      | ф   | Король Англии                  | The King                    | Генрих V, король Англии               |
| 2019      | ф   | Маленькие женщины              | Little Women                | Теодор «Лори» Лоуренс                 |
| 2020      | с   | Мы те, кто мы есть             | We Are Who We Are           | Прохожий                              |
| 2020—2021 | с   | Saturday Night Live            | Saturday Night Live         | Актёр и ведущий                       |
| 2020      | кор | All-Electric Cadillac Lyriq    | All-Electric Cadillac Lyriq | Эдгар Руки-ножницы                    |
| 2021      | ф   | Французский вестник            | The French Dispatch         | Дзеффирелли                           |
| 2021      | ф   | Дюна                           | Dune: Part One              | Пол Атрейдес                          |
| 2021      | ф   | Не смотрите наверх             | Don’t Look Up               | Юль                                   |
| 2022      | ф   | Целиком и полностью            | Bones & All                 | Ли                                    |
| 2022      | мф  | Энтергалактик                  | Entergalactic               | Джимми                                |
| 2023      | ф   | Вонка                          | Wonka                       | Вилли Вонка                           |
| 2024      | ф   | Дюна: Часть вторая             | Dune: Part Two              | Пол Атрейдес                          |
| 2024      | ф   | Боб Дилан: Никому не известный | A Complete Unknown          | Боб Дилан                             |
| 2025      | ф   | Марти Суприм                   | Marty Supreme               | Мартин Рейсман                        |
| 2026      | ф   | Дюна: Часть третья             | Dune: Part Three            | Пол Муад’Диб Атрейдес                 |
|           | ф   | Вонка 2                        | Wonka 2                     | Вилли Вонка                           |

## Награды и номинации
| Премия                              | Год  | Работа                           | Категория                                       | Результат |
| ----------------------------------- | ---- | -------------------------------- | ----------------------------------------------- | --------- |
| «Оскар»                             | 2018 | «Назови меня своим именем»       | Лучшая мужская роль                             | Номинация |
| «Оскар»                             | 2025 | «Боб Дилан: Никому не известный» | Лучшая мужская роль                             | Номинация |
| «Золотой глобус»                    | 2018 | «Назови меня своим именем»       | Лучшая мужская роль — драма                     | Номинация |
| «Золотой глобус»                    | 2019 | «Красивый мальчик»               | Лучшая мужская роль второго плана               | Номинация |
| «Золотой глобус»                    | 2024 | «Вонка»                          | Лучшая мужская роль — комедия или мюзикл        | Номинация |
| «Золотой глобус»                    | 2025 | «Боб Дилан: Никому не известный» | Лучшая мужская роль — драма                     | Номинация |
| BAFTA                               | 2018 | «Назови меня своим именем»       | Лучшая мужская роль                             | Номинация |
| BAFTA                               | 2018 | «Назови меня своим именем»       | Восходящая звезда                               | Номинация |
| BAFTA                               | 2019 | «Красивый мальчик»               | Лучшая мужская роль второго плана               | Номинация |
| BAFTA                               | 2025 | «Боб Дилан: Никому не известный» | Лучшая мужская роль                             | Номинация |
| Премия Гильдии киноактёров США      | 2012 | «Родина»                         | Лучший актёрский состав в драматическом сериале | Номинация |
| Премия Гильдии киноактёров США      | 2018 | «Назови меня своим именем»       | Лучшая мужская роль                             | Номинация |
| Премия Гильдии киноактёров США      | 2018 | «Леди Бёрд»                      | Лучший актёрский состав                         | Номинация |
| Премия Гильдии киноактёров США      | 2019 | «Красивый мальчик»               | Лучшая мужская роль второго плана               | Номинация |
| Премия Гильдии киноактёров США      | 2022 | «Не смотрите наверх»             | Лучший актёрский состав                         | Номинация |
| Премия Гильдии киноактёров США      | 2025 | «Боб Дилан: Никому не известный» | Лучшая мужская роль                             | Победа    |
| «Выбор критиков»                    | 2018 | «Назови меня своим именем»       | Лучшая мужская роль                             | Номинация |
| «Выбор критиков»                    | 2018 | «Леди Бёрд»                      | Лучший актёрский состав                         | Номинация |
| «Выбор критиков»                    | 2019 | «Красивый мальчик»               | Лучшая мужская роль второго плана               | Номинация |
| «Выбор критиков»                    | 2020 | «Маленькие женщины»              | Лучший актёрский состав                         | Номинация |
| «Выбор критиков»                    | 2022 | «Не смотрите наверх»             | Лучший актёрский состав                         | Номинация |
| «Сатурн»                            | 2022 | «Дюна»                           | Лучшая мужская роль                             | Номинация |
| «Спутник»                           | 2019 | «Красивый мальчик»               | Лучшая мужская роль второго плана               | Номинация |
| «Независимый дух»                   | 2018 | «Назови меня своим именем»       | Лучшая мужская роль                             | Победа    |
| Национальный совет кинокритиков США | 2018 | «Назови меня своим именем»       | Актёрский прорыв года                           | Победа    |
| «Готэм»                             | 2017 | «Назови меня своим именем»       | Прорыв года                                     | Победа    |
| «The Astra Awards»                  | 2024 | «The Saturday Night Live»        | Лучший ведущий                                  | Номинация |
| «Nickelodeon Kids' Choice Awards»   | 2024 | «Вонка»                          | Любимый киноактер                               | Победа    |
| «People’s Choice Awards»            | 2024 | «Вонка»                          | Кинозвезда года                                 | Номинация |
| «People’s Choice Awards»            | 2024 | «Вонка»                          | Комедийная звезда года                          | Номинация |